# 冪結合性
抽象代数中，冪結合性是弱结合律。
如果由任意元素所产生的次代数符合结合律，这个代数就是拥有冪結合性。元素x能够多次自乘并不在乎到达了什么冪数。例如x(x(xx)) = (x(xx))x = (xx)(xx). 以下结合律方式更为强烈：
代数中每个x, {\displaystyle x(xx)=(xx)x}
每个结合性的代数都明显地拥有冪結合性，一些交错代数（例如八元数）甚至是一些非交错代数（例如十六元数）亦如此。

## 参看
- 结合律